# 堀研太
堀 研太（ほり けんた、1999年4月9日 - ）は、神奈川県出身のプロサッカー選手。ポジションはミッドフィールダー。関東サッカーリーグ・COEDO KAWAGOE F.C所属。

## 来歴
小学生からマリノスのアカデミーに在籍し、2017年に横浜F・マリノスのトップチームに2種登録選手として登録された。各世代別代表にも選出され、U-18日本代表ではスペイン遠征時に得点王に輝く活躍を見せた。2017年9月14日に来年度よりトップチームに昇格することが発表された。
2018年より横浜F・マリノスのトップチームに入団。12月27日、ブラウブリッツ秋田に期限付き移籍することを発表。2019シーズン開幕戦に先発出場すると、プロ初アシストを記録した。2019年で横浜F・マリノス、ブラウブリッツ秋田共に契約満了となった。
2020年よりJFLのラインメール青森FCに移籍したが、シーズン終了後に退団した。
2021年、藤枝MYFCに移籍。シーズンを通じて7試合に出場したが、翌2022年シーズンは出場機会が無かった。
2022年11月21日、藤枝MYFCは契約期間の満了と来季に向けて契約を更新しないことを発表。同年11月28日、カンセキスタジアムとちぎで行われたJリーグ合同トライアウトに出場した。
2023年1月6日、ヴェロスクロノス都農に移籍することが発表された。そしてこの年の九州サッカーリーグのベストイレブンとアシスト王を獲得した。
2024年、ヴェルスパ大分に完全移籍。この年でヴェルスパ大分を退団。
2025年2月28日、COEDO KAWAGOE F.Cに完全移籍。

## 所属クラブ
- あざみ野キッカーズ（AZK）
- 横浜F・マリノスプライマリー（横浜市立あざみ野第一小学校）[14]
- 横浜F・マリノスジュニアユース（横浜市立あざみ野中学校）[14]
- 横浜F・マリノスユース（神奈川県立新羽高等学校）[14]
  - 2017年 横浜F・マリノス（2種登録選手）
- 2018年 - 2019年 横浜F・マリノス
  - 2019年 ブラウブリッツ秋田（期限付き移籍）
- 2020年 ラインメール青森FC
- 2021年 - 2022年 藤枝MYFC
- 2023年  ヴェロスクロノス都農
- 2024年  ヴェルスパ大分
- 2025年  COEDO KAWAGOE F.C

## 個人成績
| 国内大会個人成績 | 国内大会個人成績 | 国内大会個人成績 | 国内大会個人成績 | 国内大会個人成績 | 国内大会個人成績 | 国内大会個人成績 | 国内大会個人成績 | 国内大会個人成績 | 国内大会個人成績 | 国内大会個人成績 | 国内大会個人成績 |
| 年度             | クラブ           | 背番号           | リーグ           | リーグ戦         | リーグ戦         | リーグ杯         | リーグ杯         | オープン杯       | オープン杯       | 期間通算         | 期間通算         |
| 年度             | クラブ           | 背番号           | リーグ           | 出場             | 得点             | 出場             | 得点             | 出場             | 得点             | 出場             | 得点             |
| 日本             | 日本             | 日本             | 日本             | リーグ戦         | リーグ戦         | リーグ杯         | リーグ杯         | 天皇杯           | 天皇杯           | 期間通算         | 期間通算         |
| ---------------- | ---------------- | ---------------- | ---------------- | ---------------- | ---------------- | ---------------- | ---------------- | ---------------- | ---------------- | ---------------- | ---------------- |
| 2018             | 横浜FM           | 37               | J1               | 0                | 0                | 0                | 0                | 0                | 0                | 0                | 0                |
| 2019             | 秋田             | 14               | J3               | 12               | 0                | -                | -                | 0                | 0                | 12               | 0                |
| 2020             | 青森             | 9                | JFL              | 5                | 0                | -                | -                | 3                | 1                | 8                | 1                |
| 2021             | 藤枝             | 13               | J3               | 7                | 0                | -                | -                | -                | -                | 7                | 0                |
| 2022             | 藤枝             | 13               | J3               | 0                | 0                | -                | -                | 0                | 0                | 0                | 0                |
| 2023             | 都農             | 15               | 九州             | 17               | 7                | -                | -                | -                | -                | 17               | 7                |
| 2024             | V大分            | 8                | JFL              | 20               | 3                | -                | -                | -                | -                | 20               | 3                |
| 通算             | 日本             | 日本             | J1               | 0                | 0                | 0                | 0                | 0                | 0                | 0                | 0                |
| 通算             | 日本             | 日本             | J3               | 19               | 0                | -                | -                | 0                | 0                | 19               | 0                |
| 通算             | 日本             | 日本             | JFL              | 25               | 3                | -                | -                | 3                | 1                | 28               | 4                |
| 通算             | 日本             | 日本             | 九州             | 17               | 7                | -                | -                | -                | -                | 17               | 7                |
| 総通算           | 総通算           | 総通算           | 総通算           | 61               | 10               | 0                | 0                | 3                | 1                | 64               | 11               |

- Jリーグ初出場 - 2019年3月10日 J3第1節 ザスパクサツ群馬戦(正田醤油スタジアム群馬)

## タイトル

### 代表
神奈川県選抜
- 第70回国民体育大会（2015年）

U-18日本代表
- コパ・デル・アトランティコ（2017年）

### 個人
- コパ・デル・アトランティコ・得点王（2017年）
- 九州サッカーリーグ アシスト王、ベストイレブン（2023年）

## 代表歴
- U-16日本代表
  - U-16インターナショナルドリームカップ（2015年）
- U-17日本代表
  - サニックス杯国際ユースサッカー大会（2016年）
  - 国際ユースサッカーin新潟（2016年）
  - 第23回バツラフ・イェジェク国際ユーストーナメント（2016年）
- U-18日本代表
  - コパ・デル・アトランティコ(2017年)
  - SBSカップ 国際ユースサッカー（2017年）
  - U19-Four Nations（2017年）
  - AFC U-19選手権2018・予選（2017年）
- U-19日本代表
  - インドネシア遠征（2018年）
  - ロシア遠征（2018年）
  - メキシコ遠征（2018年）
- U-20日本代表
  - 沖縄・宮崎トレーニングキャンプ（2019年）[15]